# Gregor Perič
Gregor Perič, slovenski politik in politolog; * 12. marec 1984, Koper. 
Perič je nekdanji podžupan Občine Izola. Med letoma 2018 in 2022 je bil poslanec v Državnem zboru Republike Slovenije, nekaj časa tudi vodja poslanske skupine Stranke modernega centra.

## Življenjepis
Perič se je rodil 12. marca 1984 v Kopru. Na Fakulteti za družbene vede Univerze v Ljubljani je diplomiral iz politologije. Leta 2014 je postal podžupan Občine Izola. Leta 2018 je bil na listi Stranke modernega centra izvoljen za poslanca v Državnem zboru Republike Slovenije. Leta 2019 ga je stranka izbrala za vodilnega kandidata na njeni listi za evropske volitve.

### Poslanec
Na državnozborskih volitvah 2018 je bil v okraju Izola s 727 glasovi oz. 12,45 % izvoljen za poslanca v Državnem zboru Republike Slovenije. 26. marca 2021 je bil po izstopu Janje Sluga iz poslanske skupine izbran na mesto vodje poslanske skupine Stranke modernega centra. Bil je član naslednjih delovnih teles:
- Mandatno-volilna komisija (član)
- Odbor za gospodarstvo (član)
- Odbor za infrastrukturo, okolje in prostor (član)
- Odbor za zadeve Evropske unije (član)
- Preiskovalna komisija o ugotavljanju domnevnega pranja denarja v NKBM d.d., domnevnega nezakonitega financiranja politične stranke SDS in domnevnega nezakonitega financiranja volilne kampanje SDS za predčasne volitve poslancev v Državni zbor 2018 (predsednik)
- Preiskovalna komisija o ugotavljanju zlorab in negospodarnega ravnanja v DUTB (namestnik člana)